# زمهریر (مرند)
زمهریر یکی از روستاهای استان آذربایجان شرقی است که در دهستان زنوزق بخش مرکزی شهرستان مرند واقع شده‌است. .
روستای زمهریر در ۲۹ کیلومتری شهر مرند واقع شده‌است.
روستای زمهریر از شمال با میزاب و میاب (مرند)، از جنوب با زنوز و درق (مرند)، از شرق با زنوزق و خانه‌سر و از غرب با چای هرزند همسایه است.
از محصولات کشاورزی این روستا می‌توان به سیب، زردآلو، آلو و گردو، گلابی، گندم اشاره کرد.
اهالی ساکن در روستای زمهریر از طریق کشاورزی و دامداری تأمین معاش می‌کنند.
آب کشاورزی روستای زمهریر از چشمه قره بلاغ و آب آشامیدنی آن از ییلاق تأمین می‌گردد.
.
روستای زمهریر کوه‌های چانقل از شمال و کوه بوغدا داغی از غرب و قزل داغی از شرق را در مجاورت خود دارد و با توجه به بالا بودن قابل توجه از سطح دریا دارای هوای خنک در تابستان و سرمای بسیار شدید در زمستان است.
آشنائی با قله قیزیل داغی : این قله به ارتفاع 2760 متر در ضلع جنوب شرقی قله معروف کمچی و قلل قانلی داغ و زیدر داغی قرار گرفته است. نزدیکترین روستا جهت صعود به این قله روستای زمهریر از توابع بخش زنوز شهرستان مرند می باشد. ارتفاع این روستا از سطح دریا 2050 متر است.
در دامنه اصلی این کوه و زیر قله ، معدن سنگ کائولن قرار گرفته و راه نسبتا مناسبی از جاده زنوز تا زیر قله احداث شده ولی در چند نقطه برای مینی بوس و سواری قابل استفاده نمی باشد بنابراین جهت صعود به این قله باید خودروها را در داخل روستا پارک کرده و از روستا تا قله را پیاده طی نمود.
از روستا تا معدن حدود دو الی دو و نیم ساعت کوهپیمائی لازم بوده و از معدن تا قله نیز حدود یک ساعت زمان می برد. در بین راه دو سه چشمه آب سرد گوارا وجود دارد که اگر آشنائی به محل آنها داشته باشید می توانید از این نعمت خدادادی استفاده کنید.

در عکس فوق که از قله قیزیل داغی گرفته شده روستای زمهریر و باغات اطراف آن کاملا مشخص است . معدن کائولن در دامنه اصلی قله و راه منتهی به آن هم که از روستا شروع می شود دیده می شود. در سمت راست عکس هم قله معروف بوغدا داغی ( کوه گندم ) قابل روئت می باشد.